# Triumphtaler
Triumphtaler, auch Auferstehungstaler oder Jesustaler, sind die Bezeichnungen der ersten Talermünze der Stadt Braunschweig, die mit den Jahreszahlen 1545 und 1546 geprägt wurde. Die Ausgabe erfolgte im Schmalkaldischen Krieg unter dem Schutz des Schmalkaldischen Bunds. Der Anlass der Talerprägung war der erfolgreiche Widerstand der Stadt gegen Herzog Heinrich den Jüngeren von Braunschweig (1514–1568). Die Vorderseite zeigt den über den Tod triumphierenden Christus, die Rückseite den Braunschweiger Löwen.

## Münzbeschreibung
Der Münzfuß des Triumphtalers entspricht den sächsischen Talern. Die Vorschriften der ersten Reichsmünzordnung von 1524, der Esslinger Reichsmünzordnung, blieben unbeachtet, so wie das bei allen norddeutschen Münzständen der Fall war. Die Münzstätte des Talers ist Braunschweig. Das Münzbild der Vorder- und Rückseite ist zum Teil vertauscht angegeben. Mitunter wird die Talermünze als Schautaler oder Gedenkmünze bezeichnet.

### Triumphtaler mit der Jahreszahl 1545

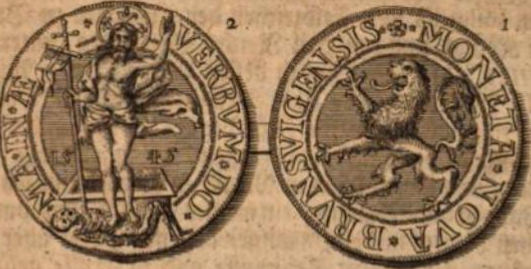
Triumphtaler der Stadt Braunschweig von 1545 aus Köhlers Münzbelustigung

Der Taler aus Johann David Köhlers Münzbelustigung ist die erste Großsilbermünze der Stadt Braunschweig. Das Prägebild der Vorder- und Rückseite unterscheidet sich im Detail deutlich vom Triumphtaler mit der Jahreszahl 1546. Das Gepräge mit der Jahreszahl 1545 ist außerordentlich selten und mit großer Wahrscheinlichkeit nur noch als Kupferstich in Johann David Köhlers Münzbelustigung zu sehen.

#### Vorderseite
Die Vorderseite zeigt den auferstehenden, vor dem offenen Grab auf dem Tod stehenden Weltheiland, mit der Siegesfahne in der rechten Hand. Die linke ist zum Segnen angehoben. Im Feld befindet sich die geteilte Jahreszahl 15 – 45.
- Umschrift: VERBVM • DO(mini) • – • MA(net) • IN • Ӕ(ternum) – • (AE als Ligatur): Das ist die Losung des Schmalkaldischen Bunds.
- Übersetzung: Das Wort des Herrn bleibt in Ewigkeit. – Aus Ps. CXIX v. 89.[7]

#### Rückseite
Die Rückseite zeigt den aufrecht nach links schreitenden Braunschweiger Löwen aus dem Stadtwappen. Die Schwanzquaste zeigt nach unten. Oben zwischen der Umschrift ist eine fünfblättrige Blume aufgeprägt.
- Umschrift: • MONETA • NOVA • BRVNSVIGENSIS • – Mit Stempelfehler in BRVNSVIGENSIS; richtig ist BRVNSVICENSIS.
- Übersetzung: Neues Geld Braunschweigs.[8]

### Triumphtaler mit der Jahreszahl 1546
- Siehe die Abbildung oben.
Der Triumphtaler mit der Jahreszahl 1546 zeigt im Detail deutliche Unterschiede im Vergleich mit dem Taler von 1545. Der Heiland auf der Vorderseite hält die Siegesfahne mit der linken, nicht mit der rechten Hand. Das Kreuz im wehenden Fahnentuch ist nicht mehr sichtbar. Die rechte, nicht die linke Hand ist zum Segnen angehoben. Der auferstehende Heiland steht nicht vor dem offenen Grab auf dem liegenden Tod, sondern schwebt darüber.
Die Rückseite zeigt den Braunschweiger Löwen nicht mit der Schwanzquaste nach unten, sondern nach oben zum Kopf hin, etwa so wie im Wappen der Stadt Braunschweig. Der Stempelfehler in der Umschrift des Talers von 1545 ist hier behoben.
Wegen der Unterschiede im Vorder- und Rückseitenbild im Vergleich mit dem Taler aus Köhlers Münzbelustigung und seiner Beschreibung ist es sicher, dass die Stadt (der Münzherr) neue Stempel in Auftrag gegeben hat und die neuen Münzen mit der Jahreszahl 1546 prägen ließ. Eine Überprägung der vorherigen Münzen hätte Spuren hinterlassen. Die Stempelherstellung mit dem veränderten Münzbild ist nicht aktenkundig. Die Kenntnis über die Veränderung ist nur Johann David Köhlers Münzbelustigung zu verdanken. Der Grund für die Anfertigung neuer Stempel mit verändertem Münzbild bleibt jedoch noch ein ungelöstes „Geheimnis“, da Köhler die Münze von 1546 (Münzkabinett Berlin) nicht erwähnt.

## Geschichte
Braunschweig war Mitglied des Schmalkaldischen Bunds. Im sogenannten „Braunschweiger Krieg“ eroberte der Bund im Jahr 1542 mit dem Herzogtum Braunschweig-Wolfenbüttel die letzte Bastion des Katholizismus in Norddeutschland, ohne dass Kaiser Karl V. eingriff.
Im Jahr 1545 entschloss sich die Stadt Braunschweig zur Prägung einer Großsilbermünze und gab Taler mit der Darstellung des auferstehenden Christus heraus. Dazu wurden auch Halb- und Vierteltaler mit gleichen Münzbildern geprägt. Die Benennung „Auferstehungstaler“ und „Triumphtaler“ sind keine zeitgenössischen Bezeichnungen. Sie wurden auf den erfolgreichen Widerstand der Stadt gegen Herzog Heinrich den Jüngeren von Braunschweig geprägt, der im gleichen Jahr versucht hatte, sein Herzogtum zurückzuerobern, und dabei in Gefangenschaft des Schmalkaldischen Bunds geraten war. Der von der Stadt geprägte Taler diente nicht nur als Zahlungsmittel, sondern war auch wirksames Propagandamittel, was durch die Umschrift zum Ausdruck gebracht wird, die den Wahlspruch des Schmalkaldischen Bunds wiedergibt.  
Johann David Köhler bezeichnet den Triumphtaler in seiner Münzbelustigung als „Der Stadt Braunschweig sehr rarer Schmalkaldischer Bunds- und Triumphsthaler von A(nno) 1545.“ Das bisherige Münzrecht der Stadt Braunschweig wurde nicht vom Kaiser verliehen, sondern, so Köhler, „vom Herzog Magnus nach den Urkunden von A(nno) 1345, 48, 60 und 69 dem Rathe zu Braunschweig wiederkäuflich verpfändet“. Das heißt, die Stadt Braunschweig erhielt das Münzrecht im 14. Jahrhundert durch Pachtverträge mit dem Herzog. 1412 erfolgte der endgültige Verkauf der Münze an die Stadt. Der erste Taler (Guldengroschen) der Stadt war der Triumphtaler von 1545, der 1546 im Münzbild verändert wurde.